# Café de Flore (film)
Pour le café parisien, voir Café de Flore.
Pour les articles homonymes, voir Flore (homonymie).
Pour plus de détails, voir Fiche technique et Distribution.
Café de Flore est un film franco-québécois réalisé par Jean-Marc Vallée, sorti en 2011, avec Vanessa Paradis, Kevin Parent et Hélène Florent.

## Synopsis
L'histoire se déroule dans les années 1960 et 2010 et raconte les destins croisés de Jacqueline, la mère française d'un enfant trisomique qui refuse d'envoyer son fils en établissement spécialisé, et d'Antoine, un DJ montréalais.

## Fiche technique
- Titre : Café de Flore
- Réalisation : Jean-Marc Vallée
- Scénario : Jean-Marc Vallée
- Photographie : Pierre Cottereau
- Son : Jean Minondo et Martin Pinsonnault
- Costumes : Ginette Magny et Emmanuelle Youchnowski
- Production : Pierre Even et Marie-Claude Poulin
- Coproduction : Jean-Yves Robin, Nicolas Coppermann et Jean-Marc Vallée en collaboration avec Vanessa Fourgeaud
- Production déléguée : Nicole Hilaréguy et Marc Stanimirovic
- Sociétés de production : Item 7 et Monkey Pack Films
- Sociétés de distribution : Alliance Vivafilm (Canada), TF1 / UGC (France)
- Pays de production :  Canada ( Québec) /  France
- Genre : drame
- Durée : 120 minutes
- Dates de sortie :
  - Québec : 23 septembre 2011
  - France : 25 janvier 2012

## Distribution
- Vanessa Paradis : Jacqueline
- Kevin Parent : Antoine Godin
- Hélène Florent : Carole
- Evelyne Brochu : Rose
- Joanny Corbeil-Picher : Juliette
- Rosalie Fortier : Angéline
- Evelyne de la Chenelière : Amélie
- Émile Vallée : Antoine - 14
- Chanel Fontaine : Carole - 14
- Michel Dumont : Julien Godin
- Linda Smith : Louise Godin
- Jérôme Kircher : Louis
- Marin Gerrier : Laurent
- Alice Dubois : Véronique

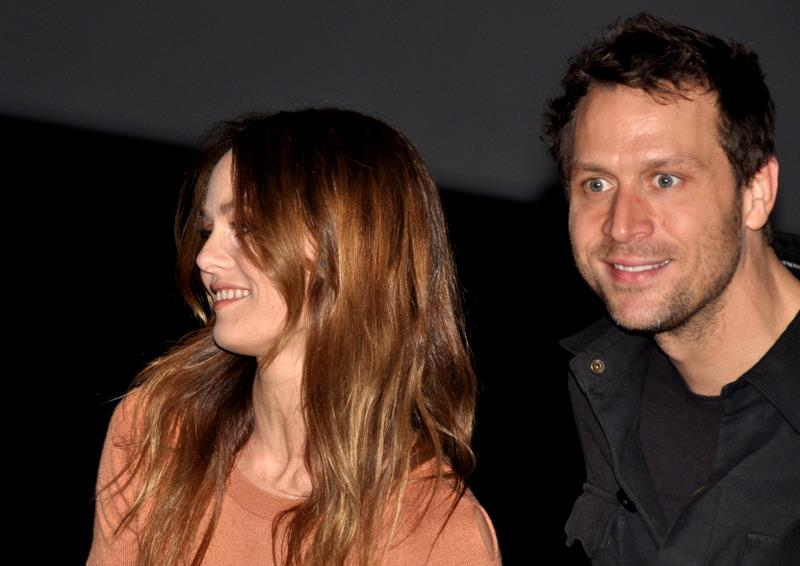
Vanessa Paradis et Kevin Parent.

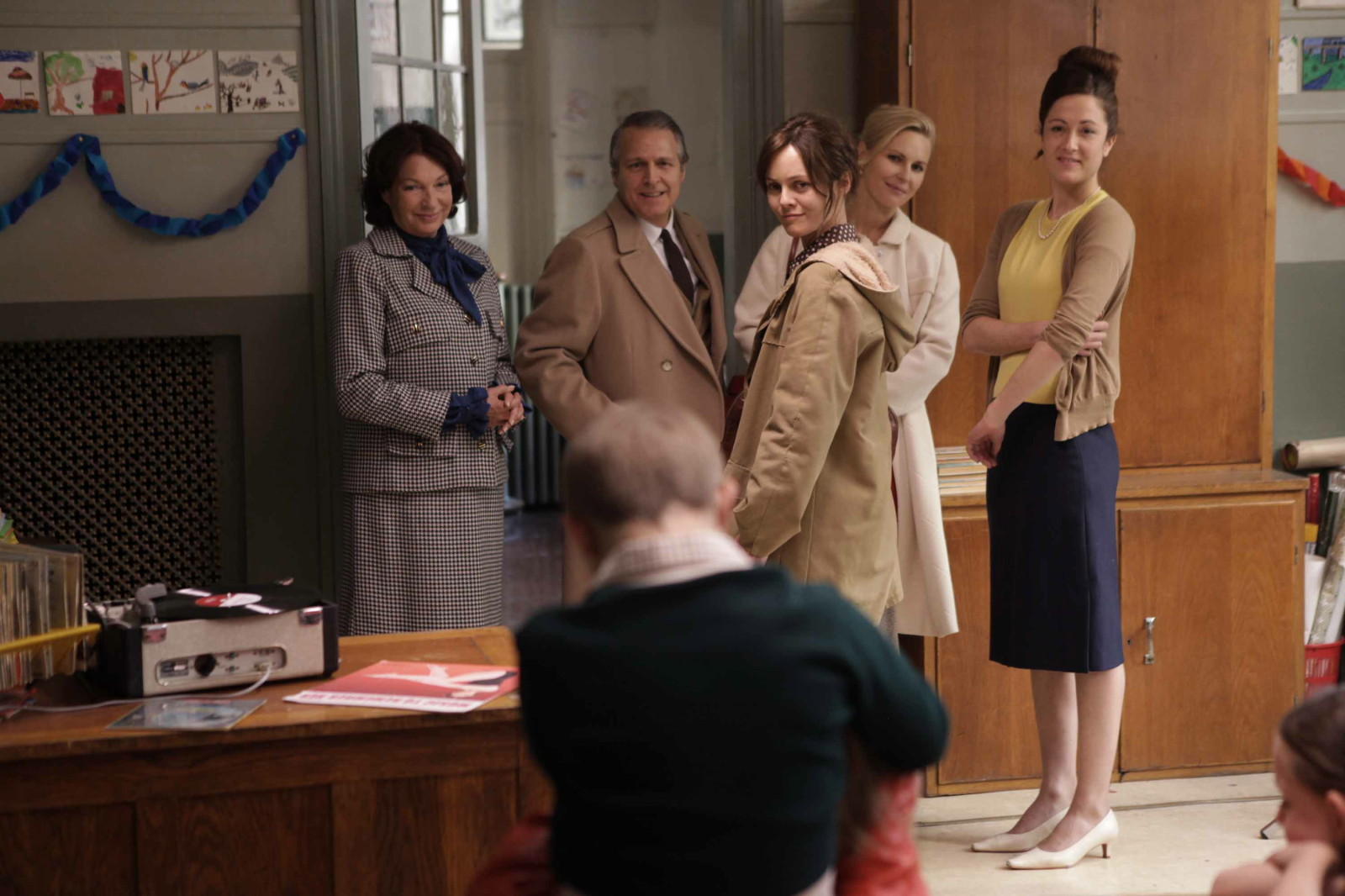
Photo de tournage : Vanessa Paradis, Manon Balthazard, Caroline Bal, Claire Vernet et Nicolas Marié.

- Nicolas Marié : le père de Véronique
- Manon Balthazard : la maîtresse d’école[1]

## Musique
- Matthew Herbert / Doctor Rockit - Café de Flore
- Sigur Rós - All Alright
- Sigur Rós - Svefn-g-englar
- Sigur Rós - Fljótavík
- Sigur Rós - Andvari
- Pink Floyd - Speak to me
- Pink Floyd - Breathe
- Pink Floyd - Time
- The Cure - Faith
- The Cure - Pictures of you
- The Cure - Just Like Heaven (Interprété par Hélène Florent et Kevin Parent)
- Stars of the Lid - A meaningful moment through a meaning(less) process
- Creedence Clearwater Revival - Walk on the Water
- Dinah Washington - So in love
- Pawa Up First - Big Freeze
- Elisapie Isaac - Navvaatara
- Michel Fugain - Comme le soleil
- Nine Inch Nails - Corona Radiata
- Sophie Hunger - Le vent nous portera
- Luc Raymond et Benoît Veilleux - God’s Tilt
- Vanessa Paradis, Evelyne Brochu et Les Petits Chanteurs du Mont-Royal - Café de Flore (a cappella)

## Distinctions
Récompenses

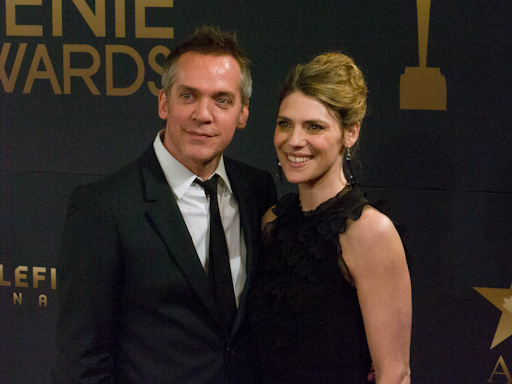
Le réalisateur Jean-Marc Vallée et l'actrice Hélène Florent aux Genie Awards 2012.

- Meilleure actrice pour Vanessa Paradis aux prix Génie 2012.
- Meilleure réalisation en effets visuels pour FAKE Studio aux prix Génie 2012.
- Meilleure actrice pour Vanessa Paradis aux prix Jutra 2012.
- Meilleur film canadien par le Vancouver Film Critics Circle Award[2]
- Meilleure actrice de soutien pour Hélène Florent au Vancouver Film Critics Circle Award[2]
- Meilleur film canadien au Atlantic Film Festival[3]

Nominations
- 13 nominations au Prix Génie[4] 2012
- Meilleure actrice pour Vanessa Paradis au Vancouver Film Critics Circle

## Réception critique
Au Canada, Café de Flore reçoit plutôt un bon accueil. Huit critiques canadiens et américains lui donne une note cumulée de 8.6/10 sur Rotten Tomatoes. Guy Dixon du Globe and Mail parle d'un film « beau et complexe » et de l'élégance avec laquelle se mélange les deux trames de l'histoire. Pour Mary Corliss du TIME Magazine, dans cette étonnante « romance franco-canadienne », le réalisateur et scénariste Jean-Marc Vallée produit un film généreux doté d'une ferme assurance cinématographique et émotionnelle. Le Toronto Star évoque un « puzzle captivant à propos du mystère de l'amour qui touche le cœur de la même façon que la musique touche l'âme, sans pensée par le ravissement et l'extase ». Il souligne aussi la difficulté de suivre la narration entrecoupée des deux histoires parallèles et note que le spectateur peut sentir le besoin d'être guidé ; dans ce but le réalisateur parsèmera de façon subtile son histoire de nombreux points de repère musicaux ou visuels.
Le magazine américain Variety y voit la tentative, pour le réalisateur, de recycler les recettes qui avaient fait le succès de C.R.A.Z.Y. en les appliquant à un récit plus complexe. The Hollywood Reporter regrette un film trop long, trop compliqué, qui repose sur une bande musicale solide. Pour le journal américain, la mise-en-scène, qui abuse des effets de correspondances, de flashbacks et d'épisodes oniriques, produit un récit « bruyamment incohérent », au « dénouement insatisfaisant ». Le journal finit par souligner qu'à de rares exceptions près (comme La Double Vie de Véronique) ce genre d'histoires mystiques de réincarnation peut paraître, au cinéma, une erreur et même, comme c'est le cas dans la dernière bobine du film, « quasiment risible » et « absurde ».
En France, le film est médiocrement accueilli par la critique. Mathieu Carratier de Première parle d'un film ambitieux dont on « sort les jambes coupées ». Geoffrey Crete de Excessif qualifie Café de Flore de « petit bijou dans son genre », une « expérience envoûtante » pour laquelle le réalisateur insuffle « une sincérité flagrante, romanesque et maîtrisée » dans les liens tissés entre ses personnages. Le Monde ne sauve du film que la prestation de Vanessa Paradis, qui en constitue l'unique atout. Le journal déplore « l'extravagante nunucherie de ce film enflé jusqu'à contenir deux récits pour les digérer en une bouillie mystique et moderne ». Reprochant le maniérisme de la mise en scène, « son penchant pour les ralentis, pour les effets de couleur qui viennent surligner, tels ces crayons feutres aux mines biseautées, les émotions que l'on souhaite voir surgir chez les spectateurs », le journal pointe également la trop longue durée du film et son message simpliste. Télérama évoque un « mix mystico-benêt de deux époques, de deux histoires, réunies à la glu par un artifice de scénario digne de Paco Rabanne : la réincarnation ». L'hebdomadaire parle d'un « pensum » peu inspiré et répétitif, d'« épuisant yo-yo temporel (…) alourdi par une mise en scène tape-à-l'œil, avec gros plans des regards qui s'humectent ». Positif avance que le film « fait méchamment tapisserie, au point de mettre en doute le talent de Jean-Marc Vallée ». Le Parisien remarque le réalisateur a sans doute « placé la barre plus haut » en imitant les effets narratifs à la Iñárritu. Le quotidien pointe « les figures de style agaçantes » et le message « tellement fumeux qu’on s’interroge jusqu’à la fin pour comprendre où il voulait en venir ». Les Inrockuptibles parle d'un film « trop long et tarabiscoté », plombé par la partie contemporaine (qualifiée de « tambouille new-age ») — beaucoup plus faible que la partie située dans les années 1950, et portée par la « prestation fiévreuse » de Vanessa Paradis. Studio Ciné Live évoque un film « furieusement onirique » qui fait fi de tout réalisme. Le journal reconnaît que le résultat, grandiloquent et porté « par une naïveté assumée et une construction diabolique », divise la rédaction. L'Express salue la mise en scène et les comédiens mais déplore un « dénouement mystique décevant dans sa démonstration assertive ».